# Danh sách tai nạn tại hồ Đá
Danh sách này không đầy đủ, bạn cũng có thể giúp mở rộng danh sách.

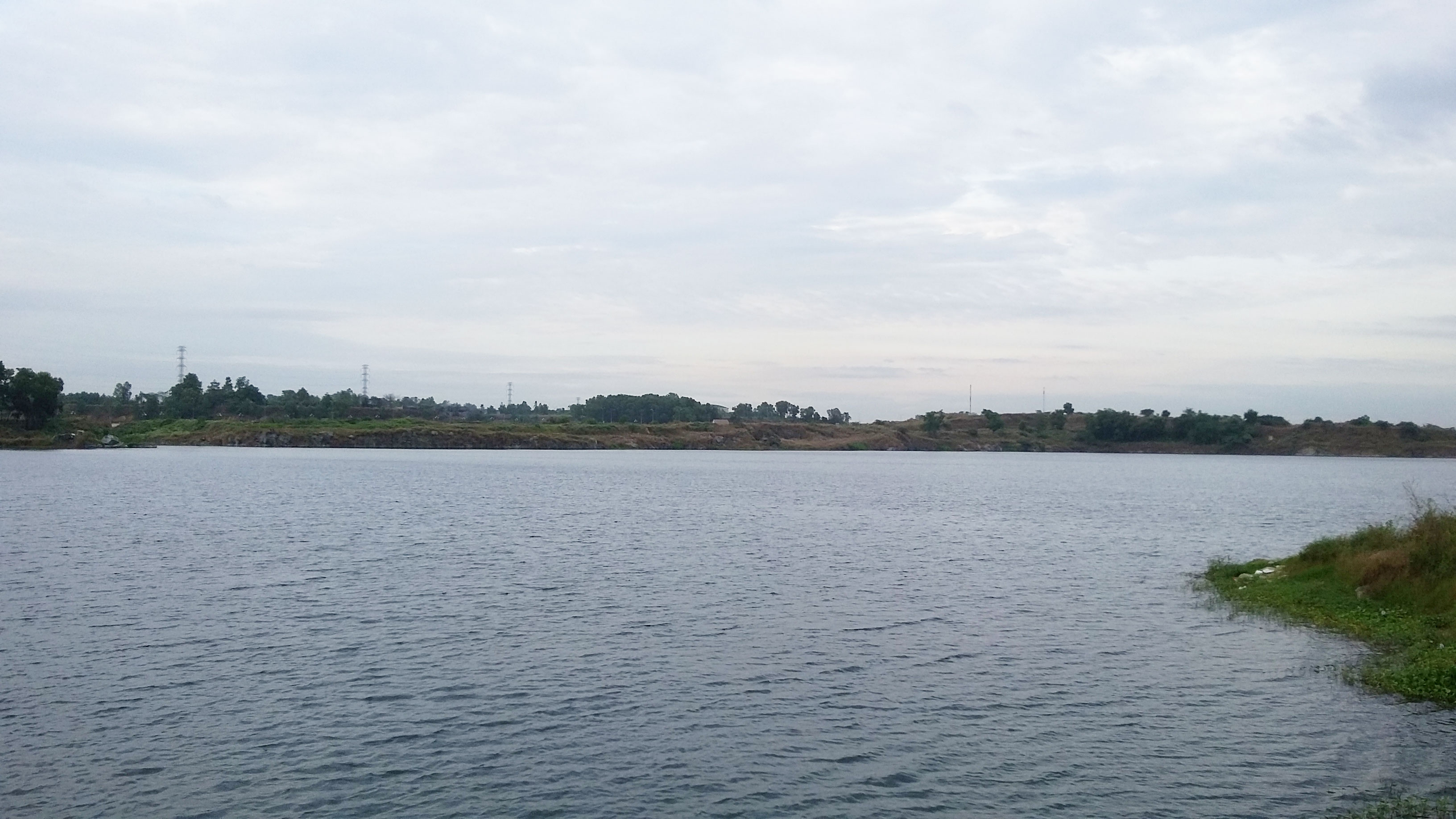
Quang cảnh một hồ Đá.

Hồ Đá tại Khu đô thị Đại học Quốc gia Thành phố Hồ Chí Minh là một hệ thống hồ nhân tạo rộng lớn với 3 hồ chính và nhiều hồ nhỏ, nằm trong địa bàn phường Đông Hòa, thành phố Dĩ An, tỉnh Bình Dương. Tổng diện tích bề mặt các hồ lên đến 100 ha, trong đó hồ lớn nhất là 30 ha. Những hồ này được hình thành do quá trình khai thác đá từ những năm 1990. Đến năm 1993, công ty khai thác di dời đi và để lại nhiều hố sâu không san lấp, mưa cùng nước ngầm chảy vào các hố dần dần và hình thành nên các hồ như ngày nay. Ven bờ hồ thường là những chỏm đá, vách đá cheo leo, nhô lên lởm chởm... nên người dân địa phương gọi nơi đây là "hồ Đá". Lòng hồ rất lạnh, độ sâu lại không đồng đều, ở gần bờ thì nước chỉ xâm xấp hơn một mét, nhưng khi bước ra chút lại có thể hụt xuống hố sâu phía sau lưng. Thậm chí có điểm sâu đến 50–60 m. Vì vậy, hồ Đá là nơi thường xuyên xảy ra các vụ chết đuối thương tâm liên tục từ năm này qua năm khác, nên còn gọi là "hồ tử thần", "hồ hoang", "hồ ma". Theo tư liệu mà Công an Phường Đông Hòa nắm được, từ năm 1993 cho đến đầu năm 2009 đã có gần 40 người chết đuối tại hồ Đá, trong đó chủ yếu là sinh viên và người dân từ nơi khác đến tắm. Mặc dù chính quyền địa phương đã có nhiều biện pháp đảm bảo an toàn khu vực như lập chốt an ninh, lắp đặt hàng rào, đặt nhiều biển cảnh báo, tuyên truyền sinh viên, nhưng do hồ và phong cảnh xung quanh đẹp nên nhiều người vẫn lui tới địa bàn này để vui chơi, thư giãn và tắm rửa mặc cho những hiểm nguy đang rình rập.

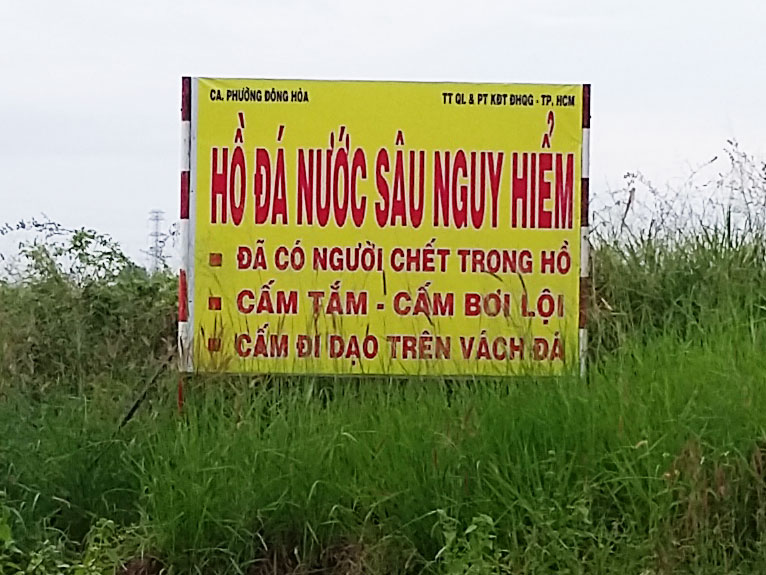
Biển cảnh báo nguy hiểm tại hồ Đá.
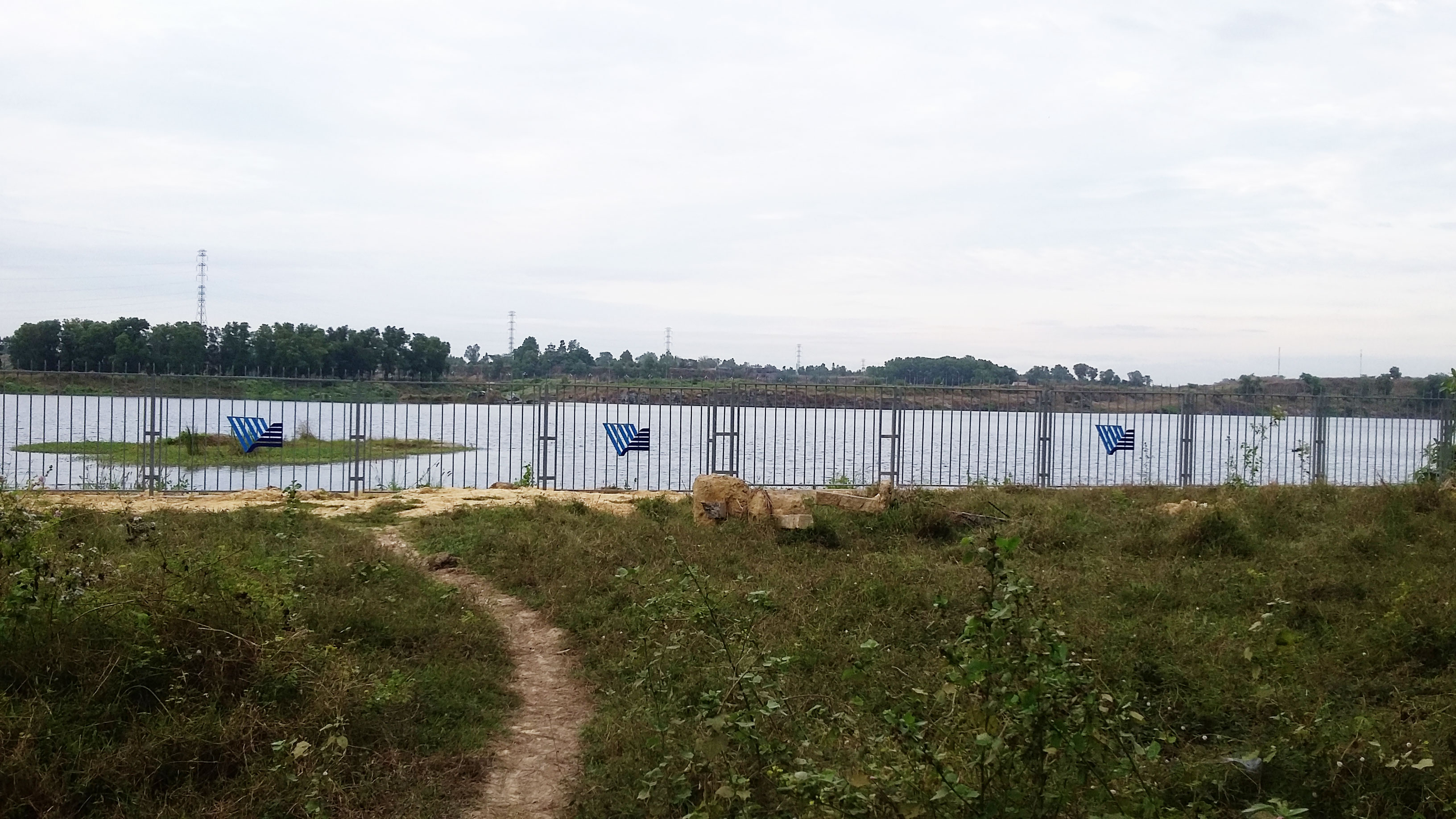
Hàng rào mới dựng kiên cố bao quanh hồ.
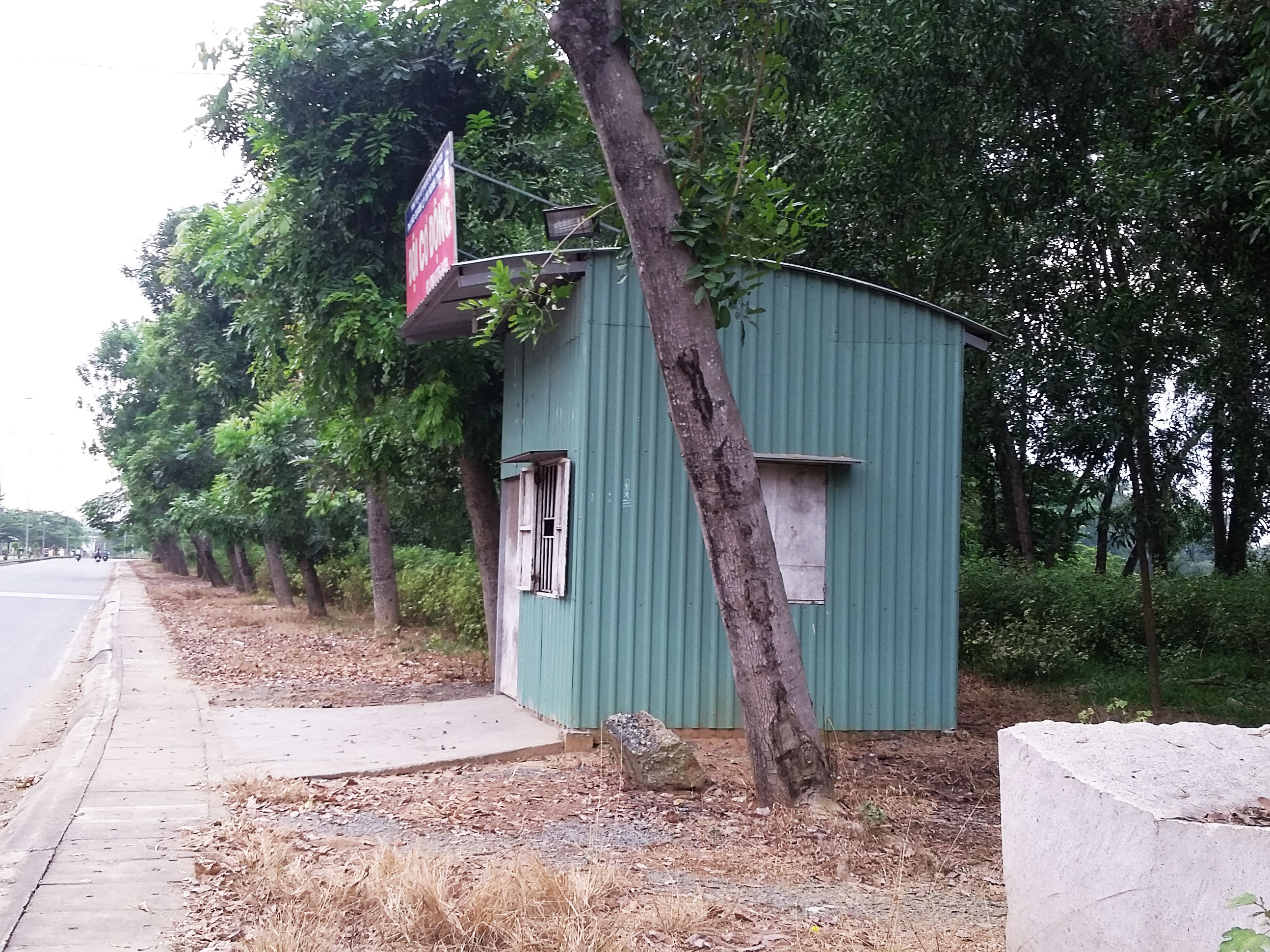
Chốt an ninh khu vực.

## Danh sách
Ghi chú:
- Thời gian trong cột Thứ, Ngày/Tháng, Năm là thời gian xảy ra hoặc phát hiện vụ việc. Xem thêm thông tin chi tiết tại cột Diễn biến tóm tắt và Thông tin nạn nhân.
- Mỗi hàng trong bảng gồm những thông tin về một vụ chết người. Hàng có nền màu xanh lá cây là thống kê tổng số người chết trong năm đó.

| Thứ                            | Ngày | Năm  | Số tử vong   | Diễn biến | Nạn nhân | Chú thích                                        |
| ------------------------------ | --- | ---- | ------------ | --- | --- | ------------------------------------------------ |
| T5                             | 24/11 | 2016 | 1            | - Khoảng 6 giờ sáng (24/11), khi đang đánh cá, người dân phát hiện thi thể một nam thanh niên đang trương phình, phân hủy, nổi trên mặt nước hồ Đá. - Nhận được tin báo, lực lượng chức năng nhanh chóng có mặt, tiến hành vớt thi thể nạn nhân lên bờ và khám nghiệm tử thi. - Đây là thi thể thứ 4 được phát hiện tại hồ Đá trong vòng 1 tháng (từ 31/10 đến 24/11 năm 2016). | - Tại hiện trường, thi thể người nam mặc quần cụt, áo thể thao đỏ xanh. Thi thể đang trong quá trình phân hủy mạnh, bốc mùi nồng nặc. - Danh tính nạn nhân ban đầu được xác định là Nguyễn Hữu Thịnh (20 tuổi, quê Đồng Nai), trú tại ký túc xá làng đại học và không trở về phòng hơn 3 ngày nay. Thịnh đang theo học trường Đại học Công nghệ thông tin, ĐHQG TPHCM. | [ 7 ] [ 8 ] [ 9 ]                                |
| CN                             | 13/11 | 2016 | 1            | - 17 giờ (13/11), một số người dân đang câu cá thì phát hiện một thi thể nam nổi trên mặt nước ở hồ Đá từ từ dạt vào bờ. - Sau khi thông báo, lực lượng chức năng P. Đông Hòa và thị xã Dĩ An có mặt và phong tỏa khu vực. - Do địa hình nguy hiểm, sáng 14/11, thi thể mới được vớt lên và khám nghiệm. - 12 giờ (14/11), việc khám nghiệm hoàn tất, thi thể được chuyển về nhà xác. | - Tại hiện trường, thi thể nam thanh niên khoảng dưới 30 tuổi, mặc áo sơ mi carô đỏ đen, quần ngắn đỏ, trên người không có giấy tờ tùy thân, khả năng tử vong đã khá lâu. Thi thể đang trong quá trình phân hủy mạnh, bốc mùi nồng nặc. - Một cán bộ điều tra cho biết: nạn nhân chết cách đây 3 ngày, trong lúc đói, đầu, sọ không có nứt nhưng có dấu hiệu bị bệnh Down. | [ 10 ] [ 11 ] [ 12 ] [ 13 ]                      |
| CN                             | 06/11 | 2016 | 1            | - 9 giờ sáng (06/11), người dân câu cá tại khu vực hồ Đá phát hiện một cô gái đang chới với rồi dần chìm mất dưới nước. - Một số người bơi giỏi lập tức lao xuống tìm cô gái, nhưng khi đưa vào bờ thì cô đã tử vong. - Công an thị xã Dĩ An nhanh chóng có mặt, phong tỏa và điều tra, khám nghiệm hiện trường. | - Nạn nhân mặc quần Jean, áo màu hồng và khoác áo Jean. Mang theo trên 2 giấy CMND là Nguyễn Thị Hải Yến (SN 1997) và Nguyễn Thị Thu Hồng (SN 1994, cùng quê Phú Yên). Công an còn thu giữ 1 chiếc xe tay ga BS: 60B1 – 517.28 dựng trên bờ. - Cô gái được cho lao xuống hồ sau khi trò chuyện với một nam thanh niên, nhưng đã rời khỏi hiện trường sau đó, theo lời một số nhân chứng. | [ 14 ] [ 15 ] [ 16 ] [ 17 ]                      |
| T2                             | 31/10 | 2016 | 1            | - Khoảng 13 giờ (31/10), một nhóm thanh niên gồm 5 nam 1 nữ đến dạo ở hồ Đá. Sau đó, nhóm rủ nhau bơi từ bờ đến cồn đá giữa hồ cách bờ 30 m. - Khi 3 nam 1 nữ đã ở tại cồn thì anh Lý Trí Tín (19 tuổi, ngụ Quận 9) kêu vang thất thanh ở phía sau. - Hai nam thanh niên liền bơi ra cứu nhưng không thành. Đôi nam nữ tại cồn hoảng sợ không dám bơi trở về bờ. - Hay tin, người dân mau chóng thông báo cho lực lượng chức năng. Lực lượng tiến hành giải cứu đôi nam nữ mắt kẹt tại cồn và triển khai công tác tìm kiếm anh Tín. - Đến 16 giờ 10 (31/10), thi thể nạn nhân được tìm thấy. | - Nạn nhân Lý Trí Tín (SN 1997, ngụ P. Phước Long B, Q. 9) và nhóm bạn cùng làm công nhân ở một công ty tỉnh Bình Dương. Sau tan ca thì rủ nhau ra hồ Đá hóng gió và bơi, nhưng lại gặp tai nạn thương tâm. | [ 18 ] [ 19 ] [ 20 ] [ 21 ] [ 22 ] [ 23 ] [ 24 ] |
| T2                             | 18/07 | 2016 | 1            | - Khoảng 19 giờ (18/07), một số sinh viên dạo bộ tại hồ Đá bỗng phát hiện một người rơi xuống hồ từ vách đá và chới với dưới nước. Mọi người liền truy hô và trình báo cơ quan chức năng. - Nhận được tin báo, lực lượng chức năng đã đến và phong tỏa hiện trường. - Hơn 8 giờ sáng (19/07), thi thể nạn nhân được tìm thấy. | - Danh tính nạn nhân bước đầu được xác định là Lê Văn Nam, SN 1995, 21 tuổi, quê Lâm Đồng, là sinh viên trường Đại học Khoa học Tự nhiên, ĐHQG TPHCM. - Tại mép hồ, lực lượng chức năng cũng thu giữ ba lô và dép của nam sinh viên. | [ 25 ] [ 26 ] [ 27 ] [ 28 ] [ 29 ]               |
| T2                             | 18/04 | 2016 | 1            | - Gần 6 giờ sáng (18/04), khi đang tuần tra thì một dân phòng phát hiện thi thể người đàn ông đang treo lơ lửng trên cây giữa bãi đất trống tại khu vực hồ Đá nên đã báo cho cơ quan chức năng. - Nhận được tin báo, lực lượng chức năng có mặt phong tỏa hiện trường và điều tra vụ việc. | - Danh tính bước đầu cho thấy nạn nhân có tên Phụng (SN 1968), quốc tịch Campuchia, tạm trú tại huyện Củ Chi, TPHCM; mặc áo hồng, quần Jean, xung quanh có thêm ba lô và bức thư tuyệt mệnh. | [ 30 ]                                           |
| CN                             | 08/11 | 2015 | 1            | - Khoảng 5 giờ 30 sáng (08/11), một người đàn ông đang tập thể dục tại khu vực hồ Đá chợt phát hiện thi thể một nam thanh niên nổi trên mặt hồ nên trình báo cơ quan chức năng. - Nhận tin, Công an Thị xã Dĩ An có mặt hiện trường để giải quyết vụ việc. - Đến hơn 11 giờ trưa (08/11), cơ quan chức năng hoàn tất công tác khám nghiệm tử thi, hiện trường và bàn giao cho gia đình lo hậu sự. | - Thông tin nạn nhân được xác định là tên Phạm Vũ Hiệp (22 tuổi, quê Phù Mỹ, Bình Định). Nạn nhân khi khám nghiệm chỉ mặt độc chiếc quần ngắn. Trên bờ còn có thêm một chiếc quần Jean, một đôi giày, một cái áo và một con dao Thái Lan được cho là của nạn nhân. - Những người bạn của Hiệp cho biết anh mới chia tay bạn gái, luôn miệng nói không muốn sống nữa trong thời gian gần đây. Ngày 06/11, Hiệp mất tích. Đến ngày 08/11 thì phát hiện nạn nhân đã trôi trên mặt hồ. | [ 31 ] [ 32 ] [ 33 ] [ 34 ] [ 35 ]               |
| T2                             | 04/05 | 2015 | 1            | - Khoảng 14 giờ 30 (04/05), em Cẩm Vân (SN 2001, học sinh trường THCS Xuân Trường, ngụ Phường Linh Xuân, Quận Thủ Đức, TP.HCM) cùng bạn bè dạo bộ quanh khu vực hồ Đá nhưng không may trượt chân ngã xuống hồ và bị đuối nước. Bạn của Vân cho biết Vân cùng bạn Lê Thanh Phong cùng ngã xuống hồ, nhưng nhóm bạn chỉ kéo được Phong, còn Vân thì chìm ngay lập tức, không trở kịp. - Đến chiều cùng ngày, lực lượng chức năng đã tìm thấy thi thể của em và bàn giao cho gia đình đưa về an táng. | - Khoảng 14 giờ 30 (04/05), em Cẩm Vân (SN 2001, học sinh trường THCS Xuân Trường, ngụ Phường Linh Xuân, Quận Thủ Đức, TP.HCM) cùng bạn bè dạo bộ quanh khu vực hồ Đá nhưng không may trượt chân ngã xuống hồ và bị đuối nước. Bạn của Vân cho biết Vân cùng bạn Lê Thanh Phong cùng ngã xuống hồ, nhưng nhóm bạn chỉ kéo được Phong, còn Vân thì chìm ngay lập tức, không trở kịp. - Đến chiều cùng ngày, lực lượng chức năng đã tìm thấy thi thể của em và bàn giao cho gia đình đưa về an táng. | [ 36 ] [ 37 ]                                    |
| T5                             | 17/03 | 2015 | 1            | - Chiều 17/03, trong lúc tuần tra, nhân viên Phòng Quản lý An ninh trật tự phát hiện một thi thể nổi lên ở hồ Đá đang trong giai đoạn phân hủy - khu vực đối diện Nhà khách Đại học Quốc gia TPHCM. - Sau đó Trung tâm Quản lý và Phát triển Khu đô thị ĐHQG TPHCM đã thông báo cho cơ quan chức năng Phường Đông Hòa, Thị xã Dĩ An để thực hiện nghiệp vụ. - Đến 21 giờ cùng ngày, thi thể nạn nhân được đưa đến nhà Đại thể Bệnh viện Thị xã Dĩ An để khám nghiệm. Bước đầu kiểm tra cho thấy nạn nhân tử vong do ngạt nước, trên người không có thương tích, không có dấu hiệu của vụ án hình sự. Trên thi thể còn để lại 800.000 đồng, dây chuyền bằng bạc và không có giấy tờ tùy thân. - Chiều 25/03, Công an Thị xã Dĩ An cho biết sau khi lấy dấu vân tay, thi thể được xác định là của Lê Thị Hà Phương (22 tuổi, sinh viên Đại học Kinh tế TPHCM). Tối cùng ngày, cơ quan điều tra hoàn tất thủ tục, giao thi thể cho gia đình lo hậu sự. - Trước đó, ngày 13/03, người thân và bạn bè Hà Phương thông báo cô mất tích khi đi xe buýt từ Ký túc xá Đại học Kinh tế (Quận 5, TPHCM) đến Thị xã Dĩ An. Mọi người chia nhau tìm cô, trên cả mạng xã hội, tờ rơi, báo đài, nhưng không có kết quả. Đến ngày 17/03, thì phát hiện thi thể được cho là Phương tại hồ Đá, nhưng không thể nhận dạng được do đang phân hủy. Ngày 25/03, cơ quan chức năng mới hoàn tất khám nghiệm, đủ cơ sở khẳng định thi thể nạn nhân là Hà Phương. Vụ việc được cho là còn nhiều yếu tố uẩn khúc chưa lý giải được nguyên nhân dẫn đến cái chết của nữ sinh viên. | - Chiều 17/03, trong lúc tuần tra, nhân viên Phòng Quản lý An ninh trật tự phát hiện một thi thể nổi lên ở hồ Đá đang trong giai đoạn phân hủy - khu vực đối diện Nhà khách Đại học Quốc gia TPHCM. - Sau đó Trung tâm Quản lý và Phát triển Khu đô thị ĐHQG TPHCM đã thông báo cho cơ quan chức năng Phường Đông Hòa, Thị xã Dĩ An để thực hiện nghiệp vụ. - Đến 21 giờ cùng ngày, thi thể nạn nhân được đưa đến nhà Đại thể Bệnh viện Thị xã Dĩ An để khám nghiệm. Bước đầu kiểm tra cho thấy nạn nhân tử vong do ngạt nước, trên người không có thương tích, không có dấu hiệu của vụ án hình sự. Trên thi thể còn để lại 800.000 đồng, dây chuyền bằng bạc và không có giấy tờ tùy thân. - Chiều 25/03, Công an Thị xã Dĩ An cho biết sau khi lấy dấu vân tay, thi thể được xác định là của Lê Thị Hà Phương (22 tuổi, sinh viên Đại học Kinh tế TPHCM). Tối cùng ngày, cơ quan điều tra hoàn tất thủ tục, giao thi thể cho gia đình lo hậu sự. - Trước đó, ngày 13/03, người thân và bạn bè Hà Phương thông báo cô mất tích khi đi xe buýt từ Ký túc xá Đại học Kinh tế (Quận 5, TPHCM) đến Thị xã Dĩ An. Mọi người chia nhau tìm cô, trên cả mạng xã hội, tờ rơi, báo đài, nhưng không có kết quả. Đến ngày 17/03, thì phát hiện thi thể được cho là Phương tại hồ Đá, nhưng không thể nhận dạng được do đang phân hủy. Ngày 25/03, cơ quan chức năng mới hoàn tất khám nghiệm, đủ cơ sở khẳng định thi thể nạn nhân là Hà Phương. Vụ việc được cho là còn nhiều yếu tố uẩn khúc chưa lý giải được nguyên nhân dẫn đến cái chết của nữ sinh viên. | [ 38 ] [ 39 ] [ 40 ] [ 41 ] [ 42 ]               |
| T3                             | 25/11 | 2014 | 1            | - Khoảng 17 giờ (25/11), một số người dân phát hiện một vật thể lạ trôi trên hồ Đá, gần Nhà khách ĐHQG TPHCM. Khi đến gần, mọi người mới hoảng hồn đó là thi thể của một người đàn ông, đang trong tình trạng trương phình, phân hủy nặng. - Vụ việc được báo lên cơ quan chức năng. - Đến trưa 26/11, cơ quan chức năng hoàn tất công tác khám nghiệm hiện trường. | - Nạn nhân là người đàn ông trạc 35 tuổi, mặc áo xanh lục, quần tây đen. | [ 43 ] [ 44 ] [ 45 ] [ 46 ]                      |
| T3                             | 15/07 | 2014 | 1 (mất tích) | - Khoảng 12 giờ (15/07), Lê Nguyễn Thanh Sơn (16 tuổi, ngụ Quận 9) cùng hai người bạn rủ nhau ra hồ Đá chơi. Sơn và một bạn thách nhau bơi qua hồ. Nhưng khi bạn đã bơi đến đích thì không thấy Sơn đâu. Hoảng hồn cậu chạy về báo tin. - Nhận thông báo mất tích, cơ quan chức năng có mặt hiện trường điều tra vụ việc. Nhưng đến 20 giờ cùng ngày vẫn chưa tìm ra tung tích của Sơn. | - Khoảng 12 giờ (15/07), Lê Nguyễn Thanh Sơn (16 tuổi, ngụ Quận 9) cùng hai người bạn rủ nhau ra hồ Đá chơi. Sơn và một bạn thách nhau bơi qua hồ. Nhưng khi bạn đã bơi đến đích thì không thấy Sơn đâu. Hoảng hồn cậu chạy về báo tin. - Nhận thông báo mất tích, cơ quan chức năng có mặt hiện trường điều tra vụ việc. Nhưng đến 20 giờ cùng ngày vẫn chưa tìm ra tung tích của Sơn. | [ 47 ] [ 48 ]                                    |
| T6                             | 02/05 | 2014 | 1            | - Khoảng 5 giờ 30 (02/05), một số người dân sống quanh hồ Đá phát hiện một xác chết dưới hồ. Thi thể là một nam thanh niên, bốc mùi nồng nặc khi vớt lên bờ. - Nhận được tin báo, cơ quan chức năng có mặt hiện trường giải quyết vụ việc. | - Nam nạn nhân theo thông tin ban đầu có tên Tạ Thế Hoàng, đang là sinh viên năm 3 Trường Đại học Khoa học tự nhiên (ĐHQG TPHCM). Các sinh viên cho biết anh ở ký túc phòng 1006, tòa BA4, Ký túc xá Khu B thuộc Ký túc xá ĐHQG TPHCM. | [ 49 ]                                           |
| CN                             | 20/10 | 2013 | 1            | - Chiều tối ngày 20/10, anh Lê Quốc Thùy (23 tuổi, quê Tỉnh Sóc Trăng) cùng nhóm bạn đến khu vực hồ Đá để tắm nhưng không may đuối nước rồi chìm xuống hồ. - Khoảng 9 giờ (21/10), lực lượng chức năng đã vớt được thi thể của anh. | - Chiều tối ngày 20/10, anh Lê Quốc Thùy (23 tuổi, quê Tỉnh Sóc Trăng) cùng nhóm bạn đến khu vực hồ Đá để tắm nhưng không may đuối nước rồi chìm xuống hồ. - Khoảng 9 giờ (21/10), lực lượng chức năng đã vớt được thi thể của anh. | [ 50 ]                                           |
| CN                             | 14/07 | 2013 | 1            | - Sáng ngày 14/07, một nhóm người từ TPHCM đến khu vực hồ Đá chụp ảnh cưới. - Trong lúc đôi nam nữ tìm địa điểm chụp ảnh thì phát hiện một thi thể nam thanh niên nổi lềnh bềnh trên mặt hồ, bốc mùi nồng nặc và phân hủy nặng. - Đám người tri hô, dẫn đến người hiếu kỳ đến càng lúc càng đông. Sau đó, lực lượng chức năng cũng nhanh chóng có mặt để phong tỏa và bảo vệ hiện trường. - Đến 11 giờ cùng ngày, thi thể nam thanh niên được đưa đi giám định y khoa tìm nguyên nhân tử vong. | - Nạn nhân khoảng độ 25 tuổi, mặc quần Jean xanh, áo thun đen và áo khoác ngoài. Trên người không có giấy tờ tùy thân nên không thể xác định được danh tính. | [ 51 ] [ 52 ] [ 53 ]                             |
| T2                             | 30/04 | 2012 | 1            | - Sáng 30/04, do ngày lễ nên được nghỉ học, em Lê Đức Tuấn (SN 1996, ngụ Phường An Phú, Thị xã Thuận An) cùng nhóm bạn học chung đến hồ Đá để chơi. - 14 giờ cùng ngày, trong lúc các bạn bơi xuống hồ, thì Tuấn bị trượt chân, rơi vào vòng nước xoáy rồi chìm hẳn. Bạn bè xung quanh hốt hoảng cầu cứu nhưng không thành. - 17 giờ 40 (30/04), sau nhiều tiếng lặn tìm, lực lượng chức năng cũng đưa được thi thể của em lên bờ, chuyển đến nhà xác Bệnh viện Thị xã Dĩ An làm thủ tục pháp y và bàn giao cho gia đình lo hậu sự. | - Sáng 30/04, do ngày lễ nên được nghỉ học, em Lê Đức Tuấn (SN 1996, ngụ Phường An Phú, Thị xã Thuận An) cùng nhóm bạn học chung đến hồ Đá để chơi. - 14 giờ cùng ngày, trong lúc các bạn bơi xuống hồ, thì Tuấn bị trượt chân, rơi vào vòng nước xoáy rồi chìm hẳn. Bạn bè xung quanh hốt hoảng cầu cứu nhưng không thành. - 17 giờ 40 (30/04), sau nhiều tiếng lặn tìm, lực lượng chức năng cũng đưa được thi thể của em lên bờ, chuyển đến nhà xác Bệnh viện Thị xã Dĩ An làm thủ tục pháp y và bàn giao cho gia đình lo hậu sự. | [ 54 ]                                           |
| T3                             | 27/03 | 2012 | 1            | - Sáng 27/03, người đi câu cá phát hiện một xác chết nổi trên hồ Đá. - Đến 10 giờ 30 cùng ngày, lực lượng cứu hộ đã vớt được xác nạn nhân lên bờ, tử thi đang trong tình trạng trương phình. | - Nạn nhân được xác định tên Tùng (sinh năm năm 3 một trường Đại học ở TPHCM). - Cách 3 ngày trước, Tùng có ra bên hồ với vẻ mặt u buồn. Khả năng cậu đã tự tử vì buồn chuyện tình cảm. | [ 55 ]                                           |
| CN                             | 23/10 | 2011 | 1            | - Khoảng 12 giờ (23/10), một số sinh viên phát hiện một tử thi phụ nữ nổi trên hồ Đá. - Nhận được tin báo, lực lượng công an đã có mặt tại hiện trường. Nhưng đến 16 giờ cùng ngày, cơ quan pháp y Công an tỉnh Bình Dương vẫn chưa đến khám nghiệm, làm đoàn người hiếu kỳ đến ngày một đông. | - Tại hiện trường, nạn nhân nổi trên mặt hồ với tư thế sấp, mặc quần Jean, áo khoác màu vàng, thi thể đang trong quá trình phân hủy và bốc mùi nồng nặc. Trên bờ còn một đôi giày trắng loại của nữ. | [ 56 ]                                           |
| T7                             | 22/10 | 2011 | 1            | - Tối 22/10, Lại Văn Quang (sinh viên năm cuối Trường ĐH Nông Lâm TP.HCM) cùng bạn gái đi dạo mát ở hồ Đá. Trong lúc trò chuyện, cả hai bắt đầu cãi vã to tiếng. Trong khi bạn gái đòi về thì Quang nói vẫn muốn ở lại một mình, do còn ấm ức. - Khi cô vừa đi được chốc, thì gọi điện cho bạn thân đón Quang về. Không ngờ, cùng lúc ấy, Quang nghĩ vẫn rồi lao xuống hồ tự tử, để lại điện thoại, ví và dép trên bờ. - Đến 18 giờ (26/10), thi thể của Quang cũng được tìm thấy. | - Tối 22/10, Lại Văn Quang (sinh viên năm cuối Trường ĐH Nông Lâm TP.HCM) cùng bạn gái đi dạo mát ở hồ Đá. Trong lúc trò chuyện, cả hai bắt đầu cãi vã to tiếng. Trong khi bạn gái đòi về thì Quang nói vẫn muốn ở lại một mình, do còn ấm ức. - Khi cô vừa đi được chốc, thì gọi điện cho bạn thân đón Quang về. Không ngờ, cùng lúc ấy, Quang nghĩ vẫn rồi lao xuống hồ tự tử, để lại điện thoại, ví và dép trên bờ. - Đến 18 giờ (26/10), thi thể của Quang cũng được tìm thấy. | [ 57 ]                                           |
| CN                             | 08/05 | 2011 | 1            | - Khoảng 8 giờ sáng (08/05), anh Phạm Hùng Mạnh (SN 1989, quê Nam Định) cùng anh Đoàn Ngọc Huy (SN 1988, quê Yên Bái) và một người bạn tên Thuận rủ nhau ra hồ Đá. - Do không biết bơi nên Huy ngồi lại bờ uống nước, hai người còn lại thì xuống hồ tắm. Bất ngờ, anh Huy bị trượt chân từ mỏm đá té xuống hồ, anh Mạnh thấy bạn liền lao tới cứu nhưng không trở kịp. - Vụ việc được trình báo lên cơ quan chức năng. - Đến hơn 11 giờ cùng ngày, đội thợ lặn mới vớt được xác anh Huy và thực hiện các thủ tục pháp y. | - Khoảng 8 giờ sáng (08/05), anh Phạm Hùng Mạnh (SN 1989, quê Nam Định) cùng anh Đoàn Ngọc Huy (SN 1988, quê Yên Bái) và một người bạn tên Thuận rủ nhau ra hồ Đá. - Do không biết bơi nên Huy ngồi lại bờ uống nước, hai người còn lại thì xuống hồ tắm. Bất ngờ, anh Huy bị trượt chân từ mỏm đá té xuống hồ, anh Mạnh thấy bạn liền lao tới cứu nhưng không trở kịp. - Vụ việc được trình báo lên cơ quan chức năng. - Đến hơn 11 giờ cùng ngày, đội thợ lặn mới vớt được xác anh Huy và thực hiện các thủ tục pháp y. | [ 58 ] [ 59 ]                                    |
| T3                             | 15/03 | 2011 | 1            | - Sáng 15/03, nhiều người hoảng hốt phát hiện một xác thanh niên nổi trên hồ Đá, trên người buộc gạch. - Nhận được tin báo, lực lượng chức năng có mặt và điều tra vụ việc. - Khả năng đây có thể là một vụ án giết người, phi tang vật chứng hoặc dựng hiện trường giả đánh lạc hướng cơ quan điều tra. | - Thi thể là một nam thanh niên khoảng 30 tuổi, cởi trần, mặc quần dài đen. Trên người có buộc vào 2 viên gạch ống. Xác đang trong quá trình phình lớn và phân hủy. | [ 60 ] [ 61 ]                                    |
| T6                             | 06/08 | 2010 | 1            | - Sáng ngày 06/08, một người dân phát hiện thi thể một bé gái trôi vào ven bờ hồ Đá trong lúc đánh lưới bắt cá. - Sau đó, lực lượng chức năng nhanh chóng có mặt bảo vệ hiện trường. - Lúc này, chị Lê Thị Thanh Kiều (32 tuổi, tạm trú tại khu nhà trọ gần làng đại học Thủ Đức, TPHCM) cùng mẹ ruột hớt hải chạy đến hiện trường thì nhận ra thi thể chính là cô con gái của chị mất tích hai ngày nay. - Đau sốc, hai người phụ nữ ngã quỵ, ngất lịm tại chỗ. | - Nạn nhân tên Lê Thị Diễm My (SN 1999), con gái chị Kiều. - Trước đó, ngày 04/08, sau khi phụ giúp một quán cơm, My được bà chủ cho ít tiền nên xin bà ngoại đi chơi. - Nhưng suốt 2 ngày bặt tăm không về nhà, mẹ và bà ngoại My sốt xáo tìm kiếm, rồi nhận được tin dữ ngày 06/08. - Khả năng cháu My đã chơi đùa gần bờ hồ và té xuống nước do căn bệnh động kinh tiền sử. | [ 62 ]                                           |
| T3                             | 23/03 | 2010 | 1            | - 17 giờ (23/03), khi một bảo vệ tư tên Dương Nhật Thanh tuần tra xung quanh khu vực hồ Đá thì bỗng phát hiện xác một người đàn ông nổi ven hồ, mặt úp xuống dưới. - Sau đó, lực lượng chức năng nhanh chóng có mặt tại hiện trường. Đến 18 giờ, mới vớt được xác nạn nhân lên bờ. | - Nam nạn nhân trạc 30 tuổi, mặc áo sơ mi trắng, còn vài nghìn lẻ trong túi, không xác định được danh tính do không có giấy tờ tùy thân. - Trước đó một ngày (22/03), anh Dương Nhật Thanh từng gặp một người (cũng mặc áo sơ mi trắng) dựng xe đạp bên bờ hồ với vẻ suy tư. Khi được nhắc nhở hồ Đá là khu vực nguy hiểm, người này nói "ngồi chơi chút". Vì vậy, khả năng người đàn ông này đã tự tử tại đây. | [ 63 ] [ 64 ]                                    |
| CN                             | 07/02 | 2010 | 4            | - Khoảng 15 giờ 30 (07/02), có 4 nữ công nhân cùng 2 nam thanh niên đến khu vực hồ Đá để dạo mát. Thấy các bạn nữ mải mê chụp hình trên vách đá, 2 người nam lánh mặt ra chỗ khác. - Bỗng cùng lúc ấy, một hòn đá mà 2 cô gái đứng bất ngờ nứt và bong ra, khiến cả hai đều rơi xuống hồ. Thấy bạn cầu cứu, 2 nữ còn lại cũng liền nhảy xuống. Nhưng do hồ sâu và lạnh ngắt, mà 4 cô đều không biết bơi nên nhanh chóng bị dòng nước cuốn chìm vào lòng hồ. - Hai bạn nam sau đó cũng kịp lao xuống ứng cứu nhưng mọi sự đã muộn màng. - Ngay sau đó mọi người liền lặn tìm và 1 tiếng sau đã đưa được xác 4 nữ công nhân xấu số lên bờ trong tình trạng tím tái, chân tay co quắp. - Đến 20 giờ cùng ngày, xác 4 cô gái được đưa đến Bệnh viện Huyện Dĩ An. | - Tại bệnh viện, danh tính của 4 cô được xác định gồm: Nguyễn Thị Hoa (21 tuổi), Nguyễn Thị Hải (21 tuổi), Nguyễn Thị Lài (22 tuổi) và Nguyễn Thị Bình (20 tuổi), đều quê Nghệ An, cùng làm công nhân ở Khu chế xuất Linh Xuân 2, Phường Linh Trung, Quận Thủ Đức. Tranh thủ ngày chủ nhật được nghỉ, 4 nữ công nhân rủ nhau ra khu vực hồ Đá chụp ảnh kỷ niệm, nhưng không may lại xảy ra tai nạn thương tâm. \| “ \| Lần đầu tiên nhận tìm xác 4 người một lúc, nghĩ đến cũng... lạnh sống lưng nhưng không thể để họ nằm ở dưới hồ được. Vậy là mấy anh em lặn xuống đáy hồ tìm. Dù chuẩn bị trước tinh thần là 4 cô gái có thể nằm chung một chỗ vì ngã cùng một lúc nhưng tôi vẫn bị giật mình… Hai cô nằm cạnh nhau còn 2 cô vẫn ôm chặt cứng nhau cho đến chết. Chắc hoảng sợ quá nên họ chỉ còn biết ôm lấy nhau trong lúc đang chìm dần xuống đáy hồ sâu thăm thẳm… \| ” \| \| — Thanh, thợ lặn khu vực hồ Đá \| \| \| | [ 2 ] [ 65 ] [ 66 ] [ 67 ]                       |
| T7                             | 31/10 | 2009 | 1            | - 12 giờ trưa (31/10), Nguyễn Đình Lâm (SN 1993), học sinh lớp 11 Trường THPT Hiệp Bình Phước, Quận Thủ Đức cùng em trai mang ca nô điện tử điều khiển từ xa ra hồ Đá biểu diễn. Khi đang chơi giữa chừng, chiếc ca nô đồ chơi bất ngờ chết máy giữa hồ. Tiếc đồ, Lâm vội bơi ra vớt ca nô mà quên cởi bỏ bộ quần áo dài đang mặc. - Giữa hồ, em đẩy ca nô được một đoạn sau khi tiếp cận được với nó, nhưng do quá đuối sức nên em đã chìm xuống dưới hồ. Lúc này, cậu em trai phát hiện và hô hoán mọi người bơi cứu, nhưng do không xác định được vị trí Lâm bị đuối nên mọi người đều bất lực bơi lại vào bờ. - Nhận tin, lực lượng chức năng có mặt hiện trường. Và phải mất hơn 2 giờ, đội thợ lặn mới vớt được thi thể Lâm. Sau đó, công an tiến hành giao xác nạn nhân cho gia đình an táng. | - 12 giờ trưa (31/10), Nguyễn Đình Lâm (SN 1993), học sinh lớp 11 Trường THPT Hiệp Bình Phước, Quận Thủ Đức cùng em trai mang ca nô điện tử điều khiển từ xa ra hồ Đá biểu diễn. Khi đang chơi giữa chừng, chiếc ca nô đồ chơi bất ngờ chết máy giữa hồ. Tiếc đồ, Lâm vội bơi ra vớt ca nô mà quên cởi bỏ bộ quần áo dài đang mặc. - Giữa hồ, em đẩy ca nô được một đoạn sau khi tiếp cận được với nó, nhưng do quá đuối sức nên em đã chìm xuống dưới hồ. Lúc này, cậu em trai phát hiện và hô hoán mọi người bơi cứu, nhưng do không xác định được vị trí Lâm bị đuối nên mọi người đều bất lực bơi lại vào bờ. - Nhận tin, lực lượng chức năng có mặt hiện trường. Và phải mất hơn 2 giờ, đội thợ lặn mới vớt được thi thể Lâm. Sau đó, công an tiến hành giao xác nạn nhân cho gia đình an táng. | [ 68 ]                                           |
| CN                             | 23/08 | 2009 | 3            | - Khoảng 15 giờ (23/08), tại khu vực hồ Đá, có 4 thanh niên đem chiếc ca nô dài 2 m, ngang 1 m xuống hồ thử nghiệm. Một người ở trên bờ, 3 người còn lại lái ca nô để chạy. Nhưng khi mới chỉ lướt được vài vòng hồ, chiếc ca nô bỗng lật úp, khiến cả ba người đều bị dìm dưới lòng hồ. - Hốt hoảng thấy bạn chìm, thanh niên trên bờ liền bơi xuống và cứu được một người lên bờ. Tuy nhiên khi bơi ra lần 2 thì chính anh lại đuối sức và bị dòng nước lạnh ngắt của hồ kéo xuống chìm dần. - Hay tin, người dân xung quanh nỗ lực lặn tìm chiếc ca nô và kéo được lên bờ. Nhưng thi thể 3 thanh niên xấu số sau 3 tiếng mới được vớt lên. - 18 giờ cùng ngày, 3 nạn nhân được chuyển đến Bệnh viện Huyện Dĩ An để tiến hành khám nghiệm. Sau đó, một số thân nhân đã đến bệnh viện nhận diện các nạn nhân. | - Ba nạn nhân có tên: Trần Ân Tình (32 tuổi), Huỳnh Hoàng Dũng (31 tuổi) và Tô Văn Nguyên (31 tuổi). Trong đó, Tình đang là kỹ sư điện làm việc tại Khu công nghiệp Việt Nam - Singapore ở Bình Dương. Hai nạn nhân còn lại làm cơ khí. | [ 69 ] [ 70 ] [ 71 ]                             |
| T7                             | 28/03 | 2009 | 1            | - Chiều 28/03, sinh viên Nguyễn Quốc Đạt (24 tuổi, quê Quảng Ngãi) cùng người bạn tên Huy tắm ở hồ Đá. Cả hai người cùng bơi xuyên hồ, nhưng khi Huy đã tới bờ bên kia thì Đạt vẫn còn ở giữa hồ, giơ tay cầu cứu. - Phát hiện, Huy cùng nhiều người xung quanh vội bơi ra cứu Đạt nhưng trở không kịp. Do đuối sức, nước sâu và lạnh, Đạt đã chìm xuống hồ. - Sau đó, lực lượng chức năng có mặt để lặn tìm nạn nhân. | - Chiều 28/03, sinh viên Nguyễn Quốc Đạt (24 tuổi, quê Quảng Ngãi) cùng người bạn tên Huy tắm ở hồ Đá. Cả hai người cùng bơi xuyên hồ, nhưng khi Huy đã tới bờ bên kia thì Đạt vẫn còn ở giữa hồ, giơ tay cầu cứu. - Phát hiện, Huy cùng nhiều người xung quanh vội bơi ra cứu Đạt nhưng trở không kịp. Do đuối sức, nước sâu và lạnh, Đạt đã chìm xuống hồ. - Sau đó, lực lượng chức năng có mặt để lặn tìm nạn nhân. | [ 72 ] [ 73 ]                                    |
| CN                             | 22/02 | 2009 | 1            | - Khoảng 16 giờ (22/02), Lê Trọng Vũ (sinh viên Trường Đại học Bách khoa TPHCM) cùng hai người bạn rủ nhau tắm ở hồ Đá. - Từ một chỏm đá, Vũ bật nhảy xuống hồ và sau đó không trồi lên nữa. Hai bạn của Vũ bơi tìm anh nhưng có kết quả. Đến khi lực lượng chức năng vớt xác lên, mới biết Vũ bị kẹt hơn 2 tiếng dưới lòng hồ ở độ sâu khoảng 10 m. | - Khoảng 16 giờ (22/02), Lê Trọng Vũ (sinh viên Trường Đại học Bách khoa TPHCM) cùng hai người bạn rủ nhau tắm ở hồ Đá. - Từ một chỏm đá, Vũ bật nhảy xuống hồ và sau đó không trồi lên nữa. Hai bạn của Vũ bơi tìm anh nhưng có kết quả. Đến khi lực lượng chức năng vớt xác lên, mới biết Vũ bị kẹt hơn 2 tiếng dưới lòng hồ ở độ sâu khoảng 10 m. | [ 74 ]                                           |
| T4                             | 18/02 | 2009 | 1            | - Ngày 18/02, anh Trần Ngọc Thế (23 tuổi, công nhân một công ty sản xuất mì gói ở Huyện Dĩ An) cùng 3 người bạn kéo nhau ra hồ Đá tắm giải rượu sau cuộc nhậu. - Sau cú nhảy từ bờ xuống hồ, anh Thế chìm nghỉm. Khi vớt lên, xác anh đang trong tình trạng co quắp, tê cứng. | - Ngày 18/02, anh Trần Ngọc Thế (23 tuổi, công nhân một công ty sản xuất mì gói ở Huyện Dĩ An) cùng 3 người bạn kéo nhau ra hồ Đá tắm giải rượu sau cuộc nhậu. - Sau cú nhảy từ bờ xuống hồ, anh Thế chìm nghỉm. Khi vớt lên, xác anh đang trong tình trạng co quắp, tê cứng. | [ 74 ]                                           |
|                                | | 2008 | 5            | | | [ 74 ]                                           |
| ⋮                              | |      |              | | |                                                  |
| CN                             | 19/11 | 2006 | 1            | - Khoảng 17 giờ 30 (19/11), Cao Nhật Quang (SN 1987, ngụ Bảo Lộc, Lâm Đồng) sau khi đá banh về đã cùng một nhóm bạn nhảy xuống hồ tắm, bị chuột rút và chết đuối. | - Khoảng 17 giờ 30 (19/11), Cao Nhật Quang (SN 1987, ngụ Bảo Lộc, Lâm Đồng) sau khi đá banh về đã cùng một nhóm bạn nhảy xuống hồ tắm, bị chuột rút và chết đuối. | [ cần dẫn nguồn ]                                |
| T3                             | 17/01 | 2006 | 1            | - Ngày 17/01, Đặng Xuân Nam (SN 1988, ngụ Lâm Hà, Lâm Đồng) cùng bạn gái là Bùi Thị Hạnh đến tắm ở khu vực hồ Đá. Do không cảnh giác khi đi trên một triền dốc thoai thoải ở bờ hồ, Nam vô tình lọt xuống một thùng đấu sâu 3 m ngầm dưới mặt nước. Anh bị hụt chân, lại không biết bơi nên chìm luôn dưới đáy thùng. | - Ngày 17/01, Đặng Xuân Nam (SN 1988, ngụ Lâm Hà, Lâm Đồng) cùng bạn gái là Bùi Thị Hạnh đến tắm ở khu vực hồ Đá. Do không cảnh giác khi đi trên một triền dốc thoai thoải ở bờ hồ, Nam vô tình lọt xuống một thùng đấu sâu 3 m ngầm dưới mặt nước. Anh bị hụt chân, lại không biết bơi nên chìm luôn dưới đáy thùng. | [ cần dẫn nguồn ]                                |
| ⋮                              | |      |              | | |                                                  |
|                                | __/02 | 1997 | 3            | - Theo người dân địa phương cho biết, vào một ngày trong tháng 2 năm 1997, xảy ra vụ việc ba nữ sinh viên cùng nằm trên một tấm đệm và thả trôi trên hồ Đá. Tấm đệm ngấm nước, ba cô gái đuối dần rồi cùng chìm xuống lòng hồ. | - Theo người dân địa phương cho biết, vào một ngày trong tháng 2 năm 1997, xảy ra vụ việc ba nữ sinh viên cùng nằm trên một tấm đệm và thả trôi trên hồ Đá. Tấm đệm ngấm nước, ba cô gái đuối dần rồi cùng chìm xuống lòng hồ. | [ 74 ]                                           |
|                                | | 1996 | 9            | | | [ cần dẫn nguồn ]                                |
|                                | | 1995 | 8            | | | [ cần dẫn nguồn ]                                |
| “                              | Lần đầu tiên nhận tìm xác 4 người một lúc, nghĩ đến cũng... lạnh sống lưng nhưng không thể để họ nằm ở dưới hồ được. Vậy là mấy anh em lặn xuống đáy hồ tìm. Dù chuẩn bị trước tinh thần là 4 cô gái có thể nằm chung một chỗ vì ngã cùng một lúc nhưng tôi vẫn bị giật mình… Hai cô nằm cạnh nhau còn 2 cô vẫn ôm chặt cứng nhau cho đến chết. Chắc hoảng sợ quá nên họ chỉ còn biết ôm lấy nhau trong lúc đang chìm dần xuống đáy hồ sâu thăm thẳm… | ”    |              | | |                                                  |
| — Thanh, thợ lặn khu vực hồ Đá | |      |              | | |                                                  |